# Fashion Nugget
Fashion Nugget – drugi album zespołu Cake wydany dnia 17 września 1996 roku. Zawiera 14 piosenek. Piosenka "The Distance" stała się jednym z największych hitów zespołu i pomogła albumowi pokryć się platyną.
Instrumentalna wersja piosenki "Italian Leather Sofa" została użyta w programie telewizyjnym "Mission Hill".

## Spis utworów[2]
1. "Frank Sinatra" – 4:01
2. "The Distance" – 3:00
3. "Friend is a Four Letter Word" – 3:22
4. "Open Book" – 3:44
5. "Daria" – 3:44
6. "Race Car Ya-Yas" – 1:21
7. "I Will Survive" – 5:10
8. "Stickshifts and Safetybelts" – 2:09
9. "Perhaps, Perhaps, Perhaps" (Joe Davis) – 2:24
10. "It's Coming Down" – 3:44
11. "Nugget" – 3:58
12. "She'll Come Back to Me" – 2:24
13. "Italian Leather Sofa" – 5:52
14. "Sad Songs and Waltzes" (Willie Nelson) – 3:15